# Игра Дьячкова

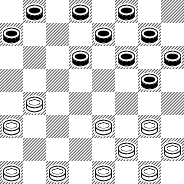
Табия дебюта

Игра Дьячкова (Защита Дьячкова) — дебют в русских шашках. Табия дебюта возникает после ходов 1.cd4 fg5 2.bc3 gf6 3.cb4 bc5 4.d:b6 с:c3 5.d:b4 hg7. Дебют ввел в турнирную практику известный мастер С. Дьячков в 1938 г.. Черные могут разыграть дебют иначе: 1.cb4 bc5 2.bc3 fg5 3.gf4 gh4 4.cd4 gf6 5.d:b6 с:c3 6.d:b4 dc7. Основное отличие состоит в том, что у черных еще не сдвинута шашка h8.
Черные стремятся к созданию ударных колонн в центре, но инициатива все же принадлежит белым, которые располагают выбором активных продолжений.

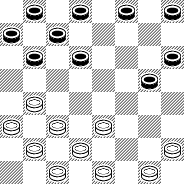
диаграмма 3. Табия дебюта после хода 4.ab2

В основном варианте встречаются четыре системы: I. 6.ba5; II.6.ab2; III.6.ed4 и IV. 6. gf4.
Игра Дьячкова за черных (Обратная игра Дьячкова) возникает после ходов 1.cb4 fg5 2. gf4 gf6. 3. bc3. fe5. 4. ab2 или ba5. e:g3 5. f:f6 e:g5 Возникает зеркально обратная позиция табии защиты Дьячкова.